# Ablaberoides nitidulus
Ablaberoides nitidulus är en skalbaggsart som beskrevs av Moser 1916. Ablaberoides nitidulus ingår i släktet Ablaberoides och familjen Melolonthidae. Inga underarter finns listade i Catalogue of Life.